# Michelangelo (компьютерный вирус)
Michelangelo — вредоносная программа, впервые обнаруженная либо 4 февраля 1991 года в магазине компьютеров в Мельбурне (Австралия), либо в Новой Зеландии. Автор вируса неизвестен, хотя предполагается, что вирус был написан на Тайване. Так как дата активации вируса совпадает с датой рождения Микеланджело, вирус решили назвать в его честь. 
6 марта вирус уничтожает данные на жёстком диске компьютера через перезапись загрузочного сектора. Всё остальное время вирус бездействует. Впервые он активировался 6 марта 1992 года. В основном вирус распространялся через диски с драйверами. Известно, что только в Германии были уничтожены данные на около 1500 компьютерах.
За некоторое время до первой активации вируса, когда о нём уже стало известно, людей охватила паника и они поспешили покупать антивирусное обеспечение, а прогнозы количества систем, с которых будут удалены данные, достигали сотен тысяч или даже миллионов. Однако на деле эти прогнозы оказались сильно завышенными.